# Sveriges herrlandskamper i fotboll 1940–1949
Sveriges herrlandskamper i fotboll 1940–1949 omfattade bland annat ett olympiskt spel. I OS i London 1948 lyckades det svenska landslaget ta guld. I laget fanns Sune Andersson, Henry Carlsson, Gunnar Gren, Börje Leander, Nils Liedholm, Torsten Lindberg,  Erik Nilsson, Bertil Nordahl, Knut Nordahl, Gunnar Nordahl, Kjell Rosén, Birger Rosengren och Kalle Svensson.
Första halvan av 1940-talet präglades av andra världskriget, vilket omöjliggjorde större internationella turneringar och försvårade landskampsutbytet (ava typen träningsmatch). Det neutrala landet Sverige ägnade sig under åren 1940–43 dock åt ett relativt stort landskampsspelande, med matcher mot både andra neutrala länder och stater som deltog i kriget. Sverige mötte under kriget landslag från Finland, Danmark, Tyskland, Schweiz och Ungern. Bland anmärkningsvärda resultat kan nämnas två vinster mot Tyskland i Sona i oktober 1941 och i Berlin i november 1942 samt vinsten med 7–2 mot Ungern i Budapest i november 1943, i en bortamatch där Ungern helt dominerade spelet på planen. Vid en landskamp i Budapest i november 1949 vann Ungern dock med 5–0.

## 1940
| TM | 29 augusti 1940 | Finland | 2 – 3   | Sverige | Olympiastadion                                                     |                                                                    |
|    |                 |         | (1 – 2) |         | Helsingfors Publik: 15 578 Domare: Peter Joseph Bauwens (Tyskland) | Helsingfors Publik: 15 578 Domare: Peter Joseph Bauwens (Tyskland) |
|    |                 |         |         |         | Helsingfors Publik: 15 578 Domare: Peter Joseph Bauwens (Tyskland) | Helsingfors Publik: 15 578 Domare: Peter Joseph Bauwens (Tyskland) |
|    |                 |         |         |         | Helsingfors Publik: 15 578 Domare: Peter Joseph Bauwens (Tyskland) | Helsingfors Publik: 15 578 Domare: Peter Joseph Bauwens (Tyskland) |

| TM | 22 september 1940 | Sverige | 5 – 0   | Finland | Råsunda                                                     |                                                             |
|    |                   |         | (1 – 0) |         | Stockholm Publik: 22 089 Domare: Valdemar Laursen (Danmark) | Stockholm Publik: 22 089 Domare: Valdemar Laursen (Danmark) |
|    |                   |         |         |         | Stockholm Publik: 22 089 Domare: Valdemar Laursen (Danmark) | Stockholm Publik: 22 089 Domare: Valdemar Laursen (Danmark) |
|    |                   |         |         |         | Stockholm Publik: 22 089 Domare: Valdemar Laursen (Danmark) | Stockholm Publik: 22 089 Domare: Valdemar Laursen (Danmark) |

| TM | 6 oktober 1940 | Sverige | 1 – 1   | Danmark | Råsunda                  |                          |
|    |                |         | (1 – 1) |         | Stockholm Publik: 34 415 | Stockholm Publik: 34 415 |
|    |                |         |         |         | Stockholm Publik: 34 415 | Stockholm Publik: 34 415 |
|    |                |         |         |         | Stockholm Publik: 34 415 | Stockholm Publik: 34 415 |

| TM | 20 oktober 1940 | Danmark | 3 – 3   | Sverige | Københavns Idrætspark                                      |                                                            |
|    |                 |         | (3 – 1) |         | Köpenhamn Publik: 40 600 Domare: Einar Lundström (Finland) | Köpenhamn Publik: 40 600 Domare: Einar Lundström (Finland) |
|    |                 |         |         |         | Köpenhamn Publik: 40 600 Domare: Einar Lundström (Finland) | Köpenhamn Publik: 40 600 Domare: Einar Lundström (Finland) |
|    |                 |         |         |         | Köpenhamn Publik: 40 600 Domare: Einar Lundström (Finland) | Köpenhamn Publik: 40 600 Domare: Einar Lundström (Finland) |

## 1941
| TM | 14 september 1941 | Sverige | 2 – 2   | Danmark | Råsunda                                                 |                                                         |
|    |                   |         | (0 – 2) |         | Stockholm Publik: 33 894 Domare: Helmut Fink (Tyskland) | Stockholm Publik: 33 894 Domare: Helmut Fink (Tyskland) |
|    |                   |         |         |         | Stockholm Publik: 33 894 Domare: Helmut Fink (Tyskland) | Stockholm Publik: 33 894 Domare: Helmut Fink (Tyskland) |
|    |                   |         |         |         | Stockholm Publik: 33 894 Domare: Helmut Fink (Tyskland) | Stockholm Publik: 33 894 Domare: Helmut Fink (Tyskland) |

| TM | 5 oktober 1941 | Sverige | 4 – 2   | Tyskland | Råsunda                                                     |                                                             |
|    |                |         | (2 – 1) |          | Stockholm Publik: 36 532 Domare: Valdemar Laursen (Danmark) | Stockholm Publik: 36 532 Domare: Valdemar Laursen (Danmark) |
|    |                |         |         |          | Stockholm Publik: 36 532 Domare: Valdemar Laursen (Danmark) | Stockholm Publik: 36 532 Domare: Valdemar Laursen (Danmark) |
|    |                |         |         |          | Stockholm Publik: 36 532 Domare: Valdemar Laursen (Danmark) | Stockholm Publik: 36 532 Domare: Valdemar Laursen (Danmark) |

| TM | 9 oktober 1941 | Danmark | 2 – 1   | Sverige | Københavns Idrætspark                                    |                                                          |
|    |                |         | (0 – 0) |         | Köpenhamn Publik: 42 360 Domare: Max Viinioksa (Finland) | Köpenhamn Publik: 42 360 Domare: Max Viinioksa (Finland) |
|    |                |         |         |         | Köpenhamn Publik: 42 360 Domare: Max Viinioksa (Finland) | Köpenhamn Publik: 42 360 Domare: Max Viinioksa (Finland) |
|    |                |         |         |         | Köpenhamn Publik: 42 360 Domare: Max Viinioksa (Finland) | Köpenhamn Publik: 42 360 Domare: Max Viinioksa (Finland) |

## 1942
| TM | 28 juni 1942 | Danmark | 0 – 3   | Sverige | Københavns Idrætspark                                 |                                                       |
|    |              |         | (0 – 2) |         | Köpenhamn Publik: 40 360 Domare: Johan Alho (Finland) | Köpenhamn Publik: 40 360 Domare: Johan Alho (Finland) |
|    |              |         |         |         | Köpenhamn Publik: 40 360 Domare: Johan Alho (Finland) | Köpenhamn Publik: 40 360 Domare: Johan Alho (Finland) |
|    |              |         |         |         | Köpenhamn Publik: 40 360 Domare: Johan Alho (Finland) | Köpenhamn Publik: 40 360 Domare: Johan Alho (Finland) |

| TM          | 20 september 1942 | Tyskland                             | 2 – 3   | Sverige                                                | Olympiastadion                                           |                                                          |
| 16:00 UTC+2 | 16:00 UTC+2       | Ernst Lehner 13′ August Klingler 39′ | (2 – 2) | Arne Nyberg 7′ Henry Carlsson 44′ Malte Mårtensson 63′ | Berlin Publik: 90 000 Domare: Valdemar Laursen (Danmark) | Berlin Publik: 90 000 Domare: Valdemar Laursen (Danmark) |
| 16:00 UTC+2 | 16:00 UTC+2       |                                      |         |                                                        | Berlin Publik: 90 000 Domare: Valdemar Laursen (Danmark) | Berlin Publik: 90 000 Domare: Valdemar Laursen (Danmark) |
| 16:00 UTC+2 | 16:00 UTC+2       |                                      |         |                                                        | Berlin Publik: 90 000 Domare: Valdemar Laursen (Danmark) | Berlin Publik: 90 000 Domare: Valdemar Laursen (Danmark) |

| TM | 4 oktober 1942 | Sverige | 2 – 1   | Danmark | Råsunda                                                  |                                                          |
|    |                |         | (1 – 0) |         | Stockholm Publik: 36 638 Domare: Max Viinioksa (Finland) | Stockholm Publik: 36 638 Domare: Max Viinioksa (Finland) |
|    |                |         |         |         | Stockholm Publik: 36 638 Domare: Max Viinioksa (Finland) | Stockholm Publik: 36 638 Domare: Max Viinioksa (Finland) |
|    |                |         |         |         | Stockholm Publik: 36 638 Domare: Max Viinioksa (Finland) | Stockholm Publik: 36 638 Domare: Max Viinioksa (Finland) |

| TM          | 15 november 1942 | Schweiz                                                            | 3 – 1   | Sverige                  | Hardturm                                                      |                                                               |
| 14:30 UTC+1 | 14:30 UTC+1      | Hans-Peter Friedländer 13′ Fredy Bickel 57′ (str.) Lauro Amadò 67′ | (1 – 0) | Oscar Leander 68′ (str.) | Zürich Publik: 38 000 Domare: Peter Joseph Bauwens (Tyskland) | Zürich Publik: 38 000 Domare: Peter Joseph Bauwens (Tyskland) |
| 14:30 UTC+1 | 14:30 UTC+1      |                                                                    |         |                          | Zürich Publik: 38 000 Domare: Peter Joseph Bauwens (Tyskland) | Zürich Publik: 38 000 Domare: Peter Joseph Bauwens (Tyskland) |
| 14:30 UTC+1 | 14:30 UTC+1      |                                                                    |         |                          | Zürich Publik: 38 000 Domare: Peter Joseph Bauwens (Tyskland) | Zürich Publik: 38 000 Domare: Peter Joseph Bauwens (Tyskland) |

## 1943
| TM | 14 juni 1943 | Sverige | 1 – 0   | Schweiz | Råsunda                                                     |                                                             |
|    |              |         | (1 – 0) |         | Stockholm Publik: 32 636 Domare: Valdemar Laursen (Danmark) | Stockholm Publik: 32 636 Domare: Valdemar Laursen (Danmark) |
|    |              |         |         |         | Stockholm Publik: 32 636 Domare: Valdemar Laursen (Danmark) | Stockholm Publik: 32 636 Domare: Valdemar Laursen (Danmark) |
|    |              |         |         |         | Stockholm Publik: 32 636 Domare: Valdemar Laursen (Danmark) | Stockholm Publik: 32 636 Domare: Valdemar Laursen (Danmark) |

| TM | 20 juni 1943 | Danmark | 3 – 2   | Sverige | Københavns Idrætspark                                 |                                                       |
|    |              |         | (1 – 1) |         | Köpenhamn Publik: 36 000 Domare: Johan Alho (Finland) | Köpenhamn Publik: 36 000 Domare: Johan Alho (Finland) |
|    |              |         |         |         | Köpenhamn Publik: 36 000 Domare: Johan Alho (Finland) | Köpenhamn Publik: 36 000 Domare: Johan Alho (Finland) |
|    |              |         |         |         | Köpenhamn Publik: 36 000 Domare: Johan Alho (Finland) | Köpenhamn Publik: 36 000 Domare: Johan Alho (Finland) |

| TM | 12 september 1943 | Sverige | 2 – 3   | Ungern | Råsunda                                                  |                                                          |
|    |                   |         | (2 – 1) |        | Stockholm Publik: 36 513 Domare: Max Viinioksa (Finland) | Stockholm Publik: 36 513 Domare: Max Viinioksa (Finland) |
|    |                   |         |         |        | Stockholm Publik: 36 513 Domare: Max Viinioksa (Finland) | Stockholm Publik: 36 513 Domare: Max Viinioksa (Finland) |
|    |                   |         |         |        | Stockholm Publik: 36 513 Domare: Max Viinioksa (Finland) | Stockholm Publik: 36 513 Domare: Max Viinioksa (Finland) |

| TM | 3 oktober 1943 | Finland | 1 – 1   | Sverige | Olympiastadion                                              |                                                             |
|    |                |         | (0 – 0) |         | Helsingfors Publik: 10 604 Domare: Bertil Ahlfors (Finland) | Helsingfors Publik: 10 604 Domare: Bertil Ahlfors (Finland) |
|    |                |         |         |         | Helsingfors Publik: 10 604 Domare: Bertil Ahlfors (Finland) | Helsingfors Publik: 10 604 Domare: Bertil Ahlfors (Finland) |
|    |                |         |         |         | Helsingfors Publik: 10 604 Domare: Bertil Ahlfors (Finland) | Helsingfors Publik: 10 604 Domare: Bertil Ahlfors (Finland) |

| TM          | 7 november 1943 | Ungern                 | 2 – 7   | Sverige                                                                                  | Üllői úti stadion                                       |                                                         |
| 15:00 UTC+1 | 15:00 UTC+1     | Szusza Ferenc 22′, 45′ | (2 – 2) | Henry Carlsson 14′ Arne Nyberg 42′, 87′ Stellan Nilsson 46′, 75′ Gunnar Nordahl 51′, 71′ | Budapest Publik: 38 000 Domare: Adolf Miesz (Österrike) | Budapest Publik: 38 000 Domare: Adolf Miesz (Österrike) |
| 15:00 UTC+1 | 15:00 UTC+1     |                        |         |                                                                                          | Budapest Publik: 38 000 Domare: Adolf Miesz (Österrike) | Budapest Publik: 38 000 Domare: Adolf Miesz (Österrike) |
| 15:00 UTC+1 | 15:00 UTC+1     |                        |         |                                                                                          | Budapest Publik: 38 000 Domare: Adolf Miesz (Österrike) | Budapest Publik: 38 000 Domare: Adolf Miesz (Österrike) |

### Översikt över 1943
Under 1943 fortsatte landskampsutbytet med lag från både neutrala och krigförande länder i andra världskriget. I juni månad spelade Sverige både mot Schweiz (hemma, resultat 1–0) och Danmark (borta, dansk seger 3-2).
Hösten 1943 spelades tre matcher mot landslag från kategorin krigförande länder. 3 oktober reste Blågult till Helsingfors, där man fick nöja sig med ett oavgjort resultat (1–1). Motståndaren Finlands krigsinsats var under 1943 av det mer passiva slaget, i och med att man bevakade sin framdragna gränslinje på Karelska näset som stöd för Axelmakternas belägring av Leningrad.
Ungern var under året desto mer inblandat i de allmänna striderna på östfronten. Frontlinjen hade under hösten förskjutits västerut, efter att Sovjetunionen återerövrat i det närmaste allt sitt förlorade territorium fram till Dnepr. Samtidigt spelade Sverige under hösten två matcher mot Ungern, där den första – 12 september på Råsunda fotbollsstadion – vanns av gästerna med siffrorna 2–3. En "returmatch" avgjordes senare på hösten:

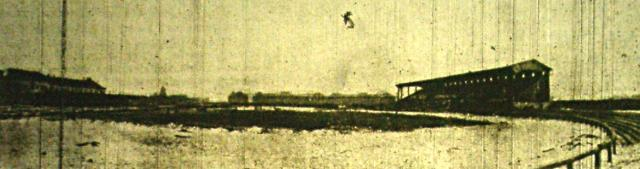
Üllői úti stadion vid invigningen 1911. 2013 revs den för att ersättas av Groupama Arena.

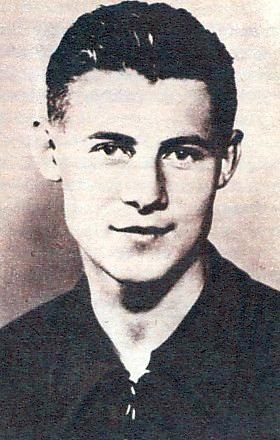
György Sárosi, Ferencváros målspottare (351 ligamål på 19 säsonger). Sverigematchen november 1943 kom att bli hans sista i ungerska landslaget, efter 42 mål på 62 landskamper.

### Ungern–Sverige 7 november 1943
Den andra Ungernmatchen utspelades 7 november på Üllői úti stadion (Ferencváros hemmaplan) i Budapest. Blågult, som tagit sig till tävlingsarenan via en enligt uppgift omskakande tågresa, var nederlagstippade mot vice världsmästarna från 1938. Matchresultatet blev dock mycket oväntade 2–7, efter 2–2 i paus och fem svenska mål under andra halvlek. Målskörden avspeglade på inget vis spelet ute på planen, där ungrarna hade en närmast konstant press mot det svenska målet och gjorde allt utom mål. Svenska tidningsreferat berättade om 10–1 i hörnor till Ungern, liksom två ungerska stolpträffar och ett skott i ribban samt en mängd kvalificerade räddningar av målvakten Gurra Sjöberg.
Den ungerska ineffektiviteten framför mål ledde till att publiken började bua ut de egna. Efter matchen bars Sveriges målvakt av planen på ungerska axlar. Putte Kock, ordförande i svenska UK, talade om dagen som den lyckligaste i sitt liv sedan OS 1924 och Sveriges 8–1-seger mot Belgien. De ungerska ledarna var däremot mindre nöjda, och två dagar senare begärde György ”Gyurka” Sárosi, Ungerns landslagskapten, avsked från sin post.
Den bragdartade segern i Budapest kom att bli Sveriges sista fotbollslandslandskamp fram till juni 1945. Under 1944 kom inte minst de centraleuropeiska länderna att bli arena för alltmer intensiva strider under andra världskrigets slutskede.
Svenska spelare och ledare
- Gustav "Gurra" Sjöberg, Putte Kock, K.E. Grahn, Gunnar Gren, Gunnar Nordahl, Knut Johansson, Birger "Bian" Rosengren, Arvid Emanuelsson, Stellan Nilsson, Henry "Garvis" Carlsson, Sture Andersson, Harry Nilsson, Masse Holmqvist, Arne Nyberg, Stig Persson och Knut Holmgren.[1]

Mål
- 0–1 (14:e matchminuten) Garvis Carlsson, 1–1 (20) Szusza, 1–2 (42) Arne Nyberg, 2–2 (45) Szusza, 2-3 (46) Stellan Nilsson, 2–4 (51) Gunnar Nordahl, 2–5 (71) Nordahl, 2–6 (75) Nilsson, 2–7 (87) Nyberg[2]

## 1944
- Inga landskamper spelades

## 1945
| TM | 24 juni 1945 | Sverige | 2 – 1   | Danmark | Råsunda                                                   |                                                           |
|    |              |         | (1 – 1) |         | Stockholm Publik: 35 651 Domare: Kolbjörn Daehlen (Norge) | Stockholm Publik: 35 651 Domare: Kolbjörn Daehlen (Norge) |
|    |              |         |         |         | Stockholm Publik: 35 651 Domare: Kolbjörn Daehlen (Norge) | Stockholm Publik: 35 651 Domare: Kolbjörn Daehlen (Norge) |
|    |              |         |         |         | Stockholm Publik: 35 651 Domare: Kolbjörn Daehlen (Norge) | Stockholm Publik: 35 651 Domare: Kolbjörn Daehlen (Norge) |

| TM | 1 juli 1945 | Danmark | 3 – 4   | Sverige | Københavns Idrætspark                                   |                                                         |
|    |             |         | (2 – 2) |         | Köpenhamn Publik: 39 000 Domare: Torleif Nordbö (Norge) | Köpenhamn Publik: 39 000 Domare: Torleif Nordbö (Norge) |
|    |             |         |         |         | Köpenhamn Publik: 39 000 Domare: Torleif Nordbö (Norge) | Köpenhamn Publik: 39 000 Domare: Torleif Nordbö (Norge) |
|    |             |         |         |         | Köpenhamn Publik: 39 000 Domare: Torleif Nordbö (Norge) | Köpenhamn Publik: 39 000 Domare: Torleif Nordbö (Norge) |

| TM | 26 augusti 1945 | Sverige | 7 – 2   | Finland | Gamla Ullevi                                                    |                                                                 |
|    |                 |         | (2 – 2) |         | Göteborg Publik: 18 542 Domare: Reidar Randers-Johansen (Norge) | Göteborg Publik: 18 542 Domare: Reidar Randers-Johansen (Norge) |
|    |                 |         |         |         | Göteborg Publik: 18 542 Domare: Reidar Randers-Johansen (Norge) | Göteborg Publik: 18 542 Domare: Reidar Randers-Johansen (Norge) |
|    |                 |         |         |         | Göteborg Publik: 18 542 Domare: Reidar Randers-Johansen (Norge) | Göteborg Publik: 18 542 Domare: Reidar Randers-Johansen (Norge) |

| TM | 30 september 1945 | Sverige | 4 – 1   | Danmark | Råsunda                                               |                                                       |
|    |                   |         | (3 – 1) |         | Stockholm Publik: 37 041 Domare: Johan Alho (Finland) | Stockholm Publik: 37 041 Domare: Johan Alho (Finland) |
|    |                   |         |         |         | Stockholm Publik: 37 041 Domare: Johan Alho (Finland) | Stockholm Publik: 37 041 Domare: Johan Alho (Finland) |
|    |                   |         |         |         | Stockholm Publik: 37 041 Domare: Johan Alho (Finland) | Stockholm Publik: 37 041 Domare: Johan Alho (Finland) |

| TM | 30 september 1945 | Finland | 1 – 6   | Sverige | Olympiastadion                                             |                                                            |
|    |                   |         | (1 – 1) |         | Helsingfors Publik: 15 981 Domare: Ludvig Jørkov (Danmark) | Helsingfors Publik: 15 981 Domare: Ludvig Jørkov (Danmark) |
|    |                   |         |         |         | Helsingfors Publik: 15 981 Domare: Ludvig Jørkov (Danmark) | Helsingfors Publik: 15 981 Domare: Ludvig Jørkov (Danmark) |
|    |                   |         |         |         | Helsingfors Publik: 15 981 Domare: Ludvig Jørkov (Danmark) | Helsingfors Publik: 15 981 Domare: Ludvig Jørkov (Danmark) |

| TM | 21 oktober 1945 | Sverige | 10 – 00 | Norge | Råsunda                                                     |                                                             |
|    |                 |         | (4 – 0) |       | Stockholm Publik: 28 949 Domare: Valdemar Laursen (Danmark) | Stockholm Publik: 28 949 Domare: Valdemar Laursen (Danmark) |
|    |                 |         |         |       | Stockholm Publik: 28 949 Domare: Valdemar Laursen (Danmark) | Stockholm Publik: 28 949 Domare: Valdemar Laursen (Danmark) |
|    |                 |         |         |       | Stockholm Publik: 28 949 Domare: Valdemar Laursen (Danmark) | Stockholm Publik: 28 949 Domare: Valdemar Laursen (Danmark) |

| TM | 25 november 1945 | Schweiz                                         | 3 – 0   | Sverige | Stade des Charmilles                                  |                                                       |
|    |                  | Lauro Amadò 25′, 44′ Hans-Peter Friedländer 76′ | (2 – 0) |         | Genève Publik: 25 000 Domare: George Reader (England) | Genève Publik: 25 000 Domare: George Reader (England) |
|    |                  |                                                 |         |         | Genève Publik: 25 000 Domare: George Reader (England) | Genève Publik: 25 000 Domare: George Reader (England) |
|    |                  |                                                 |         |         | Genève Publik: 25 000 Domare: George Reader (England) | Genève Publik: 25 000 Domare: George Reader (England) |

## 1946

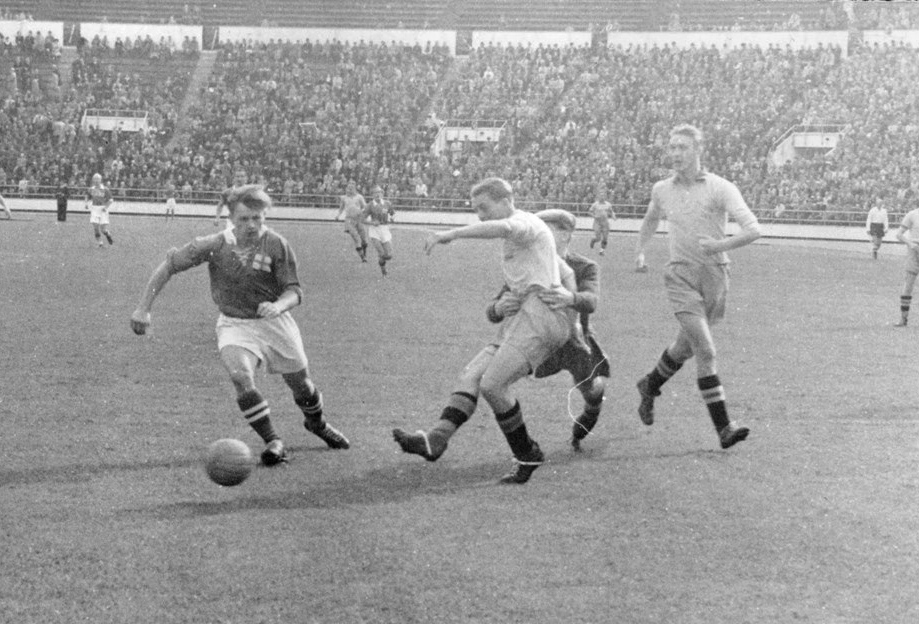
Sverige besegrar Finland med 7–0 på Helsingfors olympiastadion i september 1946.

| TM | 24 juni 1946 | Danmark | 3 – 1   | Sverige | Københavns Idrætspark                                        |                                                              |
|    |              |         | (1 – 0) |         | Köpenhamn Publik: 38 000 Domare: Oscar Arvid Carlsen (Norge) | Köpenhamn Publik: 38 000 Domare: Oscar Arvid Carlsen (Norge) |
|    |              |         |         |         | Köpenhamn Publik: 38 000 Domare: Oscar Arvid Carlsen (Norge) | Köpenhamn Publik: 38 000 Domare: Oscar Arvid Carlsen (Norge) |
|    |              |         |         |         | Köpenhamn Publik: 38 000 Domare: Oscar Arvid Carlsen (Norge) | Köpenhamn Publik: 38 000 Domare: Oscar Arvid Carlsen (Norge) |

| TM | 7 juli 1946 | Sverige                                                                                      | 7 – 2   | Schweiz                            | Råsunda                                                  |                                                          |
|    |             | Gunnar Gren 30′, 55′, 61′, 79′ Stig Nyström 42′ Joseph Courtat 66′ (sjm.) Gunnar Nordahl 89′ | (2 – 1) | Bernard Lanz 7′ Joseph Courtat 60′ | Stockholm Publik: 37 487 Domare: George Reader (England) | Stockholm Publik: 37 487 Domare: George Reader (England) |
|    |             |                                                                                              |         |                                    | Stockholm Publik: 37 487 Domare: George Reader (England) | Stockholm Publik: 37 487 Domare: George Reader (England) |
|    |             |                                                                                              |         |                                    | Stockholm Publik: 37 487 Domare: George Reader (England) | Stockholm Publik: 37 487 Domare: George Reader (England) |

| TM | 15 september 1946 | Norge | 0 – 3   | Sverige | Ullevaal Stadion                                     |                                                      |
|    |                   |       | (0 – 1) |         | Oslo Publik: 37 000 Domare: Aksel Asmussen (Danmark) | Oslo Publik: 37 000 Domare: Aksel Asmussen (Danmark) |
|    |                   |       |         |         | Oslo Publik: 37 000 Domare: Aksel Asmussen (Danmark) | Oslo Publik: 37 000 Domare: Aksel Asmussen (Danmark) |
|    |                   |       |         |         | Oslo Publik: 37 000 Domare: Aksel Asmussen (Danmark) | Oslo Publik: 37 000 Domare: Aksel Asmussen (Danmark) |

| TM | 15 september 1946 | Finland | 0 – 7   | Sverige | Olympiastadion                                                     |                                                                    |
|    |                   |         | (0 – 2) |         | Helsingfors Publik: 18 421 Domare: Reidar Randers-Johansen (Norge) | Helsingfors Publik: 18 421 Domare: Reidar Randers-Johansen (Norge) |
|    |                   |         |         |         | Helsingfors Publik: 18 421 Domare: Reidar Randers-Johansen (Norge) | Helsingfors Publik: 18 421 Domare: Reidar Randers-Johansen (Norge) |
|    |                   |         |         |         | Helsingfors Publik: 18 421 Domare: Reidar Randers-Johansen (Norge) | Helsingfors Publik: 18 421 Domare: Reidar Randers-Johansen (Norge) |

| TM | 6 oktober 1946 | Sverige | 3 – 3   | Danmark | Gamla Ullevi                                              |                                                           |
|    |                |         | (2 – 0) |         | Göteborg Publik: 29 954 Domare: Einar Lundström (Finland) | Göteborg Publik: 29 954 Domare: Einar Lundström (Finland) |
|    |                |         |         |         | Göteborg Publik: 29 954 Domare: Einar Lundström (Finland) | Göteborg Publik: 29 954 Domare: Einar Lundström (Finland) |
|    |                |         |         |         | Göteborg Publik: 29 954 Domare: Einar Lundström (Finland) | Göteborg Publik: 29 954 Domare: Einar Lundström (Finland) |

## 1947

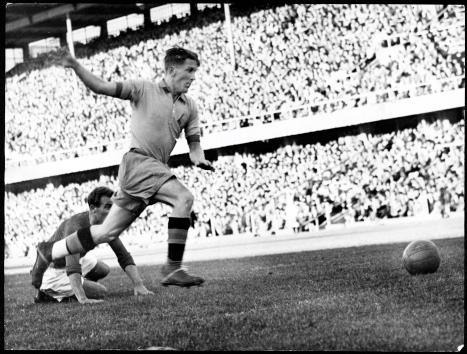
Sverige besegrar Norge med 4-1 på Råsunda fotbollsstadion den 5 oktober 1947.

| NM | 15 juni 1947 | Danmark | 1 – 4   | Sverige | Københavns Idrætspark                                    |                                                          |
|    |              |         | (0 – 3) |         | Köpenhamn Publik: 38 000 Domare: George Reader (England) | Köpenhamn Publik: 38 000 Domare: George Reader (England) |
|    |              |         |         |         | Köpenhamn Publik: 38 000 Domare: George Reader (England) | Köpenhamn Publik: 38 000 Domare: George Reader (England) |
|    |              |         |         |         | Köpenhamn Publik: 38 000 Domare: George Reader (England) | Köpenhamn Publik: 38 000 Domare: George Reader (England) |

| TM | 26 juni 1947 | Sverige | 6 – 1   | Danmark | Råsunda                                                   |                                                           |
|    |              |         | (3 – 0) |         | Stockholm Publik: 38 000 Domare: Kolbjörn Daehlen (Norge) | Stockholm Publik: 38 000 Domare: Kolbjörn Daehlen (Norge) |
|    |              |         |         |         | Stockholm Publik: 38 000 Domare: Kolbjörn Daehlen (Norge) | Stockholm Publik: 38 000 Domare: Kolbjörn Daehlen (Norge) |
|    |              |         |         |         | Stockholm Publik: 38 000 Domare: Kolbjörn Daehlen (Norge) | Stockholm Publik: 38 000 Domare: Kolbjörn Daehlen (Norge) |

| TM | 28 juni 1947 | Finland | 1 – 5   | Sverige | Olympiastadion                                          |                                                         |
|    |              |         | (1 – 1) |         | Helsingfors Publik: 24 407 Domare: Johan Alho (Finland) | Helsingfors Publik: 24 407 Domare: Johan Alho (Finland) |
|    |              |         |         |         | Helsingfors Publik: 24 407 Domare: Johan Alho (Finland) | Helsingfors Publik: 24 407 Domare: Johan Alho (Finland) |
|    |              |         |         |         | Helsingfors Publik: 24 407 Domare: Johan Alho (Finland) | Helsingfors Publik: 24 407 Domare: Johan Alho (Finland) |

| NM | 24 augusti 1947 | Sverige | 7 – 0   | Finland | Ryavallen                                             |                                                       |
|    |                 |         | (5 – 0) |         | Borås Publik: 20 500 Domare: Aksel Asmussen (Danmark) | Borås Publik: 20 500 Domare: Aksel Asmussen (Danmark) |
|    |                 |         |         |         | Borås Publik: 20 500 Domare: Aksel Asmussen (Danmark) | Borås Publik: 20 500 Domare: Aksel Asmussen (Danmark) |
|    |                 |         |         |         | Borås Publik: 20 500 Domare: Aksel Asmussen (Danmark) | Borås Publik: 20 500 Domare: Aksel Asmussen (Danmark) |

| TM | 14 september 1947 | Sverige | 5 – 4   | Polen | Råsunda                                                     |                                                             |
|    |                   |         | (3 – 2) |       | Stockholm Publik: 36 000 Domare: Valdemar Laursen (Danmark) | Stockholm Publik: 36 000 Domare: Valdemar Laursen (Danmark) |
|    |                   |         |         |       | Stockholm Publik: 36 000 Domare: Valdemar Laursen (Danmark) | Stockholm Publik: 36 000 Domare: Valdemar Laursen (Danmark) |
|    |                   |         |         |       | Stockholm Publik: 36 000 Domare: Valdemar Laursen (Danmark) | Stockholm Publik: 36 000 Domare: Valdemar Laursen (Danmark) |

| NM | 5 oktober 1947 | Sverige | 4 – 1   | Norge | Råsunda                                                  |                                                          |
|    |                |         | (2 – 1) |       | Stockholm Publik: 36 134 Domare: George Reader (England) | Stockholm Publik: 36 134 Domare: George Reader (England) |
|    |                |         |         |       | Stockholm Publik: 36 134 Domare: George Reader (England) | Stockholm Publik: 36 134 Domare: George Reader (England) |
|    |                |         |         |       | Stockholm Publik: 36 134 Domare: George Reader (England) | Stockholm Publik: 36 134 Domare: George Reader (England) |

| TM | 19 november 1947 | England                                              | 4 – 2   | Sverige                                   | Highbury                                          |                                                   |
|    |                  | Stan Mortensen 15′, 35′, 86′ Tommy Lawton 18′ (str.) | (3 – 1) | Gunnar Nordahl 22′ Gunnar Gren 68′ (str.) | London Publik: 44 282 Domare: W. Webb (Skottland) | London Publik: 44 282 Domare: W. Webb (Skottland) |
|    |                  |                                                      |         |                                           | London Publik: 44 282 Domare: W. Webb (Skottland) | London Publik: 44 282 Domare: W. Webb (Skottland) |
|    |                  |                                                      |         |                                           | London Publik: 44 282 Domare: W. Webb (Skottland) | London Publik: 44 282 Domare: W. Webb (Skottland) |

## 1948

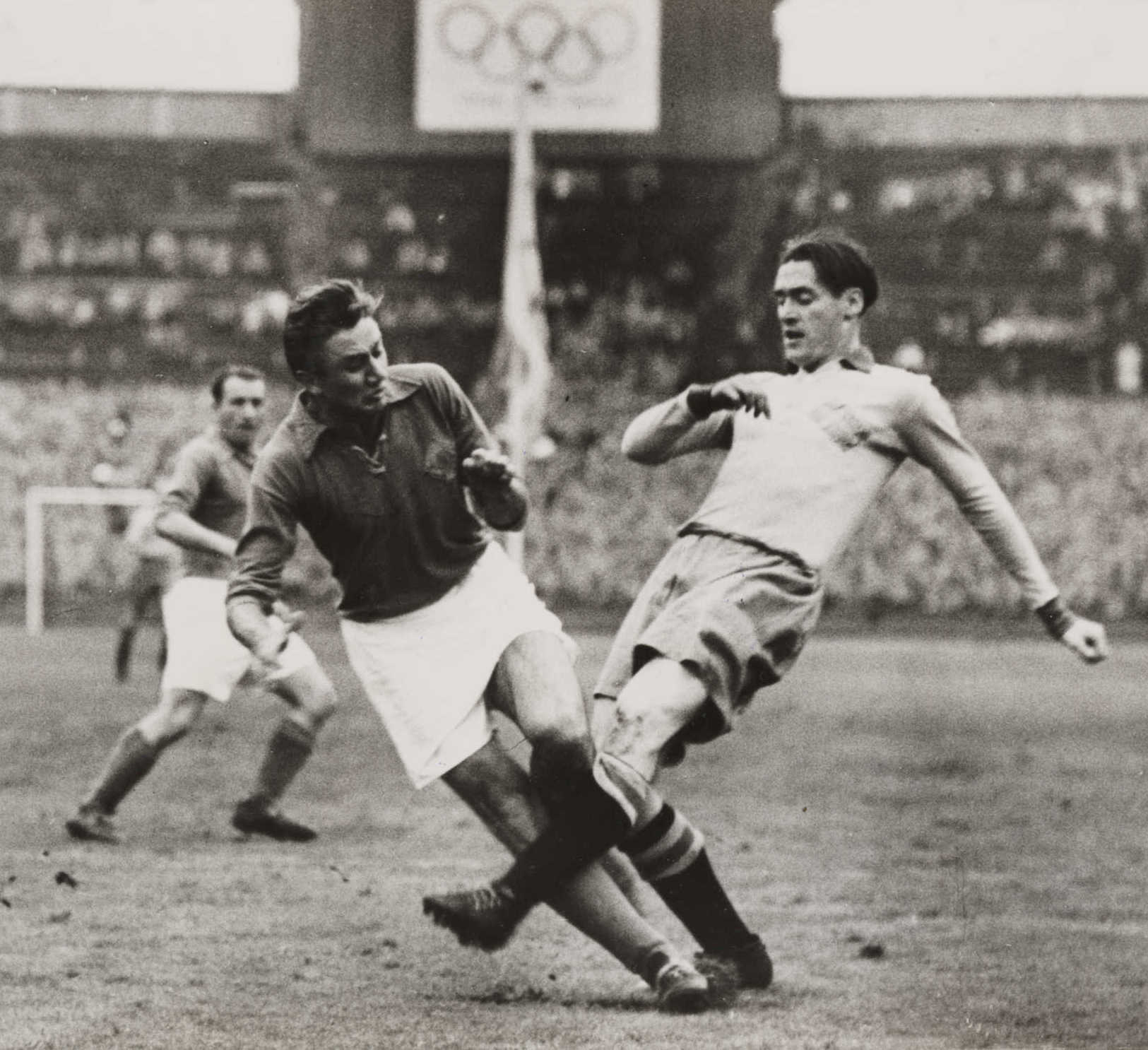
Sverige besegrar Jugoslavien med 3-1 i finalen vid 1948 års olympiska turnering.

| TM | 9 juni 1948 | Nederländerna | 1 – 0   | Sverige | Olympiastadion                                        |                                                       |
|    |             |               | (1 – 0) |         | Amsterdam Publik: 63 000 Domare: A. Jorssen (Belgien) | Amsterdam Publik: 63 000 Domare: A. Jorssen (Belgien) |
|    |             |               |         |         | Amsterdam Publik: 63 000 Domare: A. Jorssen (Belgien) | Amsterdam Publik: 63 000 Domare: A. Jorssen (Belgien) |
|    |             |               |         |         | Amsterdam Publik: 63 000 Domare: A. Jorssen (Belgien) | Amsterdam Publik: 63 000 Domare: A. Jorssen (Belgien) |

| TM | 11 juli 1948 | Sverige | 3 – 2   | Österrike | Råsunda                                                 |                                                         |
|    |              |         | (2 – 1) |           | Stockholm Publik: 37 000 Domare: Ernst Hansen (Danmark) | Stockholm Publik: 37 000 Domare: Ernst Hansen (Danmark) |
|    |              |         |         |           | Stockholm Publik: 37 000 Domare: Ernst Hansen (Danmark) | Stockholm Publik: 37 000 Domare: Ernst Hansen (Danmark) |
|    |              |         |         |           | Stockholm Publik: 37 000 Domare: Ernst Hansen (Danmark) | Stockholm Publik: 37 000 Domare: Ernst Hansen (Danmark) |

| OS    | 2 augusti 1948 | Sverige                                | 3 – 0           | Österrike | White Hart Lane                                            |                                                            |
| 18:30 | 18:30          | Gunnar Nordahl 2′, 10′ Kjell Rosén 71′ | (2 – 0) Rapport |           | London Publik: 9 514 Domare: William Ling (Storbritannien) | London Publik: 9 514 Domare: William Ling (Storbritannien) |
| 18:30 | 18:30          |                                        |                 |           | London Publik: 9 514 Domare: William Ling (Storbritannien) | London Publik: 9 514 Domare: William Ling (Storbritannien) |
| 18:30 | 18:30          |                                        |                 |           | London Publik: 9 514 Domare: William Ling (Storbritannien) | London Publik: 9 514 Domare: William Ling (Storbritannien) |

| OS    | 5 augusti 1948 | Sverige | 12 – 00         | Sydkorea | Selhurst Park                                           |                                                         |
| 18:30 | 18:30          | Nils Liedholm 11′, 62′ Gunnar Nordahl 25′, 40′, 78′, 80′ Gunnar Gren 27′ Henry Carlsson 61′, 64′, 82′ Kjell Rosén 72′, 85′ | (4 – 0) Rapport |          | London Publik: 7 710 Domare: Guiseppe Caparni (Italien) | London Publik: 7 710 Domare: Guiseppe Caparni (Italien) |
| 18:30 | 18:30          | |                 |          | London Publik: 7 710 Domare: Guiseppe Caparni (Italien) | London Publik: 7 710 Domare: Guiseppe Caparni (Italien) |
| 18:30 | 18:30          | |                 |          | London Publik: 7 710 Domare: Guiseppe Caparni (Italien) | London Publik: 7 710 Domare: Guiseppe Caparni (Italien) |

| OS    | 10 augusti 1948 | Danmark                           | 2 – 4           | Sverige                                      | Wembley Stadium                                                 |                                                                 |
| 18:30 | 18:30           | Holger Seebach 3′ John Hansen 77′ | (1 – 4) Rapport | 18′, 42′ Henry Carlsson 31′, 37′ Kjell Rosén | London Publik: 20 000 Domare: Stanley Boardman (Storbritannien) | London Publik: 20 000 Domare: Stanley Boardman (Storbritannien) |
| 18:30 | 18:30           |                                   |                 |                                              | London Publik: 20 000 Domare: Stanley Boardman (Storbritannien) | London Publik: 20 000 Domare: Stanley Boardman (Storbritannien) |
| 18:30 | 18:30           |                                   |                 |                                              | London Publik: 20 000 Domare: Stanley Boardman (Storbritannien) | London Publik: 20 000 Domare: Stanley Boardman (Storbritannien) |

| OS    | 13 augusti 1948 | Sverige                                        | 3 – 1           | Jugoslavien       | Wembley Stadium                                             |                                                             |
| 18:30 | 18:30           | Gunnar Gren 24′, 67′ (str.) Gunnar Nordahl 48′ | (1 – 1) Rapport | 42′ Stjepan Bobek | London Publik: 60 000 Domare: William Ling (Storbritannien) | London Publik: 60 000 Domare: William Ling (Storbritannien) |
| 18:30 | 18:30           |                                                |                 |                   | London Publik: 60 000 Domare: William Ling (Storbritannien) | London Publik: 60 000 Domare: William Ling (Storbritannien) |
| 18:30 | 18:30           |                                                |                 |                   | London Publik: 60 000 Domare: William Ling (Storbritannien) | London Publik: 60 000 Domare: William Ling (Storbritannien) |

| NM | 19 september 1948 | Norge | 3 – 5   | Sverige | Ullevaal Stadion                                     |                                                      |
|    |                   |       | (2 – 2) |         | Oslo Publik: 36 000 Domare: Aksel Asmussen (Danmark) | Oslo Publik: 36 000 Domare: Aksel Asmussen (Danmark) |
|    |                   |       |         |         | Oslo Publik: 36 000 Domare: Aksel Asmussen (Danmark) | Oslo Publik: 36 000 Domare: Aksel Asmussen (Danmark) |
|    |                   |       |         |         | Oslo Publik: 36 000 Domare: Aksel Asmussen (Danmark) | Oslo Publik: 36 000 Domare: Aksel Asmussen (Danmark) |

| NM | 19 september 1948 | Finland | 2 – 2   | Sverige | Olympiastadion                                             |                                                            |
|    |                   |         | (2 – 1) |         | Helsingfors Publik: 15 405 Domare: Ludvig Jørkov (Danmark) | Helsingfors Publik: 15 405 Domare: Ludvig Jørkov (Danmark) |
|    |                   |         |         |         | Helsingfors Publik: 15 405 Domare: Ludvig Jørkov (Danmark) | Helsingfors Publik: 15 405 Domare: Ludvig Jørkov (Danmark) |
|    |                   |         |         |         | Helsingfors Publik: 15 405 Domare: Ludvig Jørkov (Danmark) | Helsingfors Publik: 15 405 Domare: Ludvig Jørkov (Danmark) |

| NM    | 10 oktober 1948 | Sverige           | 1 – 0           | Danmark | Råsunda                                                  |                                                          |
| 15:00 | 15:00           | Nils Liedholm 20′ | (1 – 0) Rapport |         | Stockholm Publik: 37 801 Domare: George Reader (England) | Stockholm Publik: 37 801 Domare: George Reader (England) |
| 15:00 | 15:00           |                   |                 |         | Stockholm Publik: 37 801 Domare: George Reader (England) | Stockholm Publik: 37 801 Domare: George Reader (England) |
| 15:00 | 15:00           |                   |                 |         | Stockholm Publik: 37 801 Domare: George Reader (England) | Stockholm Publik: 37 801 Domare: George Reader (England) |

| TM | 14 november 1948 | Österrike | 2 – 1   | Sverige | Praterstadion                                          |                                                        |
|    |                  |           | (1 – 0) |         | Wien Publik: 60 000 Domare: Giovanni Galeati (Italien) | Wien Publik: 60 000 Domare: Giovanni Galeati (Italien) |
|    |                  |           |         |         | Wien Publik: 60 000 Domare: Giovanni Galeati (Italien) | Wien Publik: 60 000 Domare: Giovanni Galeati (Italien) |
|    |                  |           |         |         | Wien Publik: 60 000 Domare: Giovanni Galeati (Italien) | Wien Publik: 60 000 Domare: Giovanni Galeati (Italien) |

## 1949
| TM | 13 maj 1949 | Sverige | 3 – 1   | England | Råsunda                                                     |                                                             |
|    |             |         | (3 – 0) |         | Stockholm Publik: 37 500 Domare: Giovanni Galeati (Italien) | Stockholm Publik: 37 500 Domare: Giovanni Galeati (Italien) |
|    |             |         |         |         | Stockholm Publik: 37 500 Domare: Giovanni Galeati (Italien) | Stockholm Publik: 37 500 Domare: Giovanni Galeati (Italien) |
|    |             |         |         |         | Stockholm Publik: 37 500 Domare: Giovanni Galeati (Italien) | Stockholm Publik: 37 500 Domare: Giovanni Galeati (Italien) |

| VMK | 2 juni 1949 | Sverige                                                      | 3 – 1           | Irland        | Råsunda                                                |                                                        |
|     |             | Sune Anderson 17′ (str.) Hasse Jeppson 37′ Nils Liedholm 69′ | (2 – 1) Rapport | 9′ Davy Walsh | Stockholm Publik: 36 200 Domare: Louis Baert (Belgien) | Stockholm Publik: 36 200 Domare: Louis Baert (Belgien) |
|     |             |                                                              |                 |               | Stockholm Publik: 36 200 Domare: Louis Baert (Belgien) | Stockholm Publik: 36 200 Domare: Louis Baert (Belgien) |
|     |             |                                                              |                 |               | Stockholm Publik: 36 200 Domare: Louis Baert (Belgien) | Stockholm Publik: 36 200 Domare: Louis Baert (Belgien) |

| TM | 19 juni 1949 | Sverige | 2 – 2   | Ungern | Råsunda                                                             |                                                                     |
|    |              |         | (0 – 1) |        | Stockholm Publik: 37 781 Domare: Karel van der Meer (Nederländerna) | Stockholm Publik: 37 781 Domare: Karel van der Meer (Nederländerna) |
|    |              |         |         |        | Stockholm Publik: 37 781 Domare: Karel van der Meer (Nederländerna) | Stockholm Publik: 37 781 Domare: Karel van der Meer (Nederländerna) |
|    |              |         |         |        | Stockholm Publik: 37 781 Domare: Karel van der Meer (Nederländerna) | Stockholm Publik: 37 781 Domare: Karel van der Meer (Nederländerna) |

| NM | 2 oktober 1949 | Sverige | 3 – 3   | Norge | Råsunda                                                     |                                                             |
|    |                |         | (0 – 1) |       | Stockholm Publik: 37 750 Domare: Valdemar Laursen (Danmark) | Stockholm Publik: 37 750 Domare: Valdemar Laursen (Danmark) |
|    |                |         |         |       | Stockholm Publik: 37 750 Domare: Valdemar Laursen (Danmark) | Stockholm Publik: 37 750 Domare: Valdemar Laursen (Danmark) |
|    |                |         |         |       | Stockholm Publik: 37 750 Domare: Valdemar Laursen (Danmark) | Stockholm Publik: 37 750 Domare: Valdemar Laursen (Danmark) |

| NM | 2 oktober 1949 | Sverige | 8 – 1   | Finland | Malmö IP                                             |                                                      |
|    |                |         | (5 – 1) |         | Malmö Publik: 18 247 Domare: Ludvig Jørkov (Danmark) | Malmö Publik: 18 247 Domare: Ludvig Jørkov (Danmark) |
|    |                |         |         |         | Malmö Publik: 18 247 Domare: Ludvig Jørkov (Danmark) | Malmö Publik: 18 247 Domare: Ludvig Jørkov (Danmark) |
|    |                |         |         |         | Malmö Publik: 18 247 Domare: Ludvig Jørkov (Danmark) | Malmö Publik: 18 247 Domare: Ludvig Jørkov (Danmark) |

| NM | 23 oktober 1949 | Danmark | 3 – 2   | Sverige | Københavns Idrætspark                                 |                                                       |
|    |                 |         | (0 – 1) |         | Köpenhamn Publik: 42 000 Domare: Johan Alho (Finland) | Köpenhamn Publik: 42 000 Domare: Johan Alho (Finland) |
|    |                 |         |         |         | Köpenhamn Publik: 42 000 Domare: Johan Alho (Finland) | Köpenhamn Publik: 42 000 Domare: Johan Alho (Finland) |
|    |                 |         |         |         | Köpenhamn Publik: 42 000 Domare: Johan Alho (Finland) | Köpenhamn Publik: 42 000 Domare: Johan Alho (Finland) |

| VMK | 13 november 1949 | Irland                | 1 – 3           | Sverige                   | Dalymount Park                                       |                                                      |
|     |                  | Con Martin 59′ (str.) | (0 – 2) Rapport | 4′, 44′, 70′ Calle Palmér | Dublin Publik: 43 000 Domare: William Ling (England) | Dublin Publik: 43 000 Domare: William Ling (England) |
|     |                  |                       |                 |                           | Dublin Publik: 43 000 Domare: William Ling (England) | Dublin Publik: 43 000 Domare: William Ling (England) |
|     |                  |                       |                 |                           | Dublin Publik: 43 000 Domare: William Ling (England) | Dublin Publik: 43 000 Domare: William Ling (England) |

| TM | 20 november 1949 | Ungern | 5 – 0   | Sverige | Ujpesti Dosza                                           |                                                         |
|    |                  |        | (2 – 0) |         | Budapest Publik: 46 000 Domare: George Reader (England) | Budapest Publik: 46 000 Domare: George Reader (England) |
|    |                  |        |         |         | Budapest Publik: 46 000 Domare: George Reader (England) | Budapest Publik: 46 000 Domare: George Reader (England) |
|    |                  |        |         |         | Budapest Publik: 46 000 Domare: George Reader (England) | Budapest Publik: 46 000 Domare: George Reader (England) |